# NGC 3584
NGC 3584 је емисиона маглина у сазвежђу Прамац која се налази на NGC листи објеката дубоког неба.
Деклинација објекта је - 61° 13' 42" а ректасцензија 11h 12m 19,8s. Привидна величина (магнитуда) објекта NGC 3584 износи 11,2. NGC 3584 је још познат и под ознакама ESO 129-EN12.